# Retrogardistični dogodek Hinkemann
Retrogardistični dogodek Hinkemann je bila ustanovna gledališka predstava Gledališča sester Scipion Nasice po besedilu Ernsta Tollerja Hinkemann, ki jo je režiral Dragan Živadinov, v naslovni vlogi pa je nastopil Jonas Žnidaršič. Premiero si je spomladi 1984 ogledalo 24 izbranih jugoslovanskih in evropskih gledaliških kritikov. Z redkimi izjemami so bili vsi sodelujoči študentje Akademije za gledališče, radio, film in televizijo (AGRFT). Igrali so še Maja Sever, Damjana Grašič,  Brane Završan (vsi AGRFT) in Meta Vranič. Na bralnih vajah je sodeloval tudi Ivo Godnič, a se je zaradi obveznosti predstavi odpovedal. Dramaturginja je bila Eda Čufer, scenograf Miran Mohar.
Scenografijo predstave je v celoti (tisoč nemških mark) financirala Živadinovova babica. Drugih stroškov predstava ni imela, nihče od sodelujočih ni pričakoval niti prejel honorarja. Scenografsko konstrukcijo je Mohor zvaril iz odpadnih vojaških pogradov. Kostumi so bili predelani iz izposojenih in nikoli vrnjenih kostumov MGL. Vaje so potekale šest mesecev v popolni tajnosti.
Predpremiera (za gledališke prijatelje) premiera in nekaj maloštevilnih ponovitev so bili v zasebnem stanovanju Ota Lutharja na nekdanji Titovi cesti (današnja Slovenska) v Ljubljani nad priljubljeno gostilno Šestica. Za potrebe predstave je scenograf Miran Mohor izpraznil največjo sobo v stanovanju (pribl. 10 m x 10 m) ter vanjo vkonsturiral miniaturno odrsko konstrukcijo z dvojnim stropom in industrijskim tekočim trakom na rampi odra. Polovico sobe je zasedlo 24 stolov namenjenih gledalcem.
Predstava je leta 1984 uspešno gostovala v ljubljanskem Cankarjevem domu in na beograjskem festivalu BITEF, kjer je obveljala za najbolj vznemirljivo predstavo festivala.